# سید صولت مرتضوی
سیّد صولت مرتضوی باباحیدری (زادهٔ ۶ بهمن ۱۳۴۰) سیاستمدار و مدیر ارشد اجرایی ایرانی است که عضو مؤظف و رئیس هیئت مدیره بنیاد برکت از شهریور ۱۴۰۳ است. وی در دولت سیزدهم از سال ۱۴۰۱ تا ۱۴۰۳ سمت وزیر تعاون، کار و رفاه اجتماعی را برعهده داشت. وی پیش‌تر در دولت سیزدهم از سال‌ ۱۴۰۰ تا ۱۴۰۱ به‌عنوان معاون اجرایی رئیس‌جمهور و سرپرست نهاد ریاست‌جمهوری فعالیت می‌کرد.
مرتضوی در ۲۷ مهر ۱۴۰۱ با ۱۷۶ رأی موافق از مجموع ۲۵۸ نماینده حاضر در مجلس شورای اسلامی برای تصدی وزارت تعاون، کار و رفاه اجتماعی رأی اعتماد گرفت.
وی در گذشته ریاست سازمان اموال و املاک بنیاد مستضعفان انقلاب اسلامی، ستاد انتخابات کشور، معاون سیاسی وزارت کشور، شهردار مشهد، استاندار خراسان جنوبی، بخشدار مرکزی فارسان، فرماندار لردگان، فرماندار بیرجند، مدیرکل اقدامات تأمینی سازمان زندان‌ها، مدیرکل امور اداری و مالی سازمان زندان‌ها، مدیر مسئول روزنامه حمایت، دبیر اجرایی انجمن روزنامه نگاران مسلمان و دبیرکل انجمن روزنامه نگاران مسلمان بوده است.
۴ فروردین ۱۳۹۱ اتحادیه اروپا صولت مرتضوی را به دلیل نقشی که در نقض گسترده و شدید حقوق شهروندان ایرانی داشته تحریم کرد.
صولت مرتضوی در سال ۱۳۹۲ از سوی شورای شهر مشهد به عنوان شهردار معرفی اما مدرک غیرمرتبط او در کارشناسی الهیات با شهرداری، مدتی حاشیه‌ساز شد اما در نهایت او به عنوان شهردار مشهد آغاز به کار کرد. او سال ۱۳۹۶ به دلیل تخلفات مالی و ممانعت از حسابرسی با نظر دیوان محاسبات کشور از شهرداری مشهد عزل شد. وی همچنین از سوی دیوان عدالت اداری به پنج سال انفصال از خدمت در دولت محکوم شده‌بود.

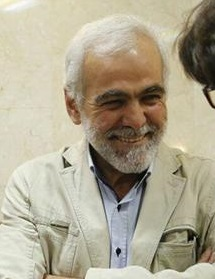
صولت مرتضوی از دوستان علی یوسف‌پور نماینده دوره‌های دوم تا چهارم مجلس از حوزه انتخابیه اردل، فارسان، کوهرنگ و کیار است و با حمایت وی توانست از بخشداری به پست‌های بالاتر ترقی کند.

وی برای انتخابات ریاست جمهوری ۱۴۰۳ ثبت نام کرد که رد صلاحیت شد.

## زندگی
سیّد صولت مرتضوی در ۶ بهمن ۱۳۴۰ در باباحیدر در استان چهارمحال بختیاری به دنیا آمد. وی در ابتدا در استان چهارمحال و بختیاری در سمت‌هایی کارمند فرمانداری فارسان، بخشدار مرکزی فارسان و فرماندار لردگان مشغول به کار بود. مرتضوی در سال ۱۳۷۶ به عنوان فرماندار بیرجند انتخاب شد، در سال ۱۳۸۸ از سوی مصطفی محمد نجار به عنوان معاون سیاسی وزیر کشور و رئیس ستاد انتخابات کشور منصوب شد و تا پایان دورهٔ ریاست جمهوری محمود احمدی‌نژاد در این سمت بود.

## فعالیت‌های سیاسی

### شهرداری مشهد
مرتضوی در مهر ۱۳۹۲، از سوی شورای اسلامی شهر مشهد، به عنوان شهردار انتخاب شد. در ابتدا به علت این که مدرک تحصیلی (لیسانس الهیات) صولت مرتضوی با قانون انتخاب شهرداران تطابق نداشت حکم وی برای شهرداری مشهد توسط وزیر کشور امضا نشد
ولی در نهایت این حکم به امضای وزیر کشور رسید و مرتضوی به عنوان شهردار مشهد آغاز به کار کرد.
سرانجام به دلیل تخلفات مالی و ممانعت از حسابرسی با نظر دیوان محاسبات کشور از شهرداری مشهد عزل شد و حکم انفصال از خدمت گرفت.

### همکاری با ابراهیم رئیسی
در انتخابات ریاست جمهوری ۱۳۹۶، مرتضوی ریاست ستادهای استانی سید ابراهیم رئیسی را بر عهده داشت. وی تا آبان ۱۳۹۸ مدیرعامل سازمان موقوفات آستان قدس رضوی بود. سید پرویز فتاح رئیس بنیاد مستضعفان در ۲۵ شهریور ۱۳۹۸، مرتضوی را به ریاست سازمان اموال و املاک این بنیاد منصوب کرد. با رسیدن سید ابراهیم رئیسی به ریاست جمهوری، مرتضوی به عنوان معاون اجرایی او منصوب شد. این سمت در سال ۱۳۹۶ حذف شده‌بود.

## تحریم اتحادیه اروپا
اتحادیه اروپا طی تصمیمی در تاریخ ۴ فروردین ۱۳۹۱، هفده مقام ایرانی از جمله صولت مرتضوی را به دلیل نقشی که در نقض گسترده و شدید حقوق شهروندان ایرانی داشته‌اند، از ورود به کشورهای این اتحادیه محروم کرد. کلیه دارایی‌های این مقامات نیز در اروپا توقیف شد.

### موارد نقض حقوق بشر
بر اساس بیانیه اتحادیه اروپا، صولت مرتضوی (در زمان تصدی معاونت سیاسی وزیر کشور)، به هدایت روند سرکوب افرادی که برای حقوق قانونی خود از جمله حق آزادی بیان اعتراض کرده‌اند، متهم است.

## وزیر تعاون، کار و رفاه اجتماعی
دادگاه تجدیدنظر در ۲۶ مهر ۱۴۰۱ حکم انفصال مرتضوی را نقض کرد و مانع برای تصدی او بر وزارت مرتفع شد. یک روز بعد او که از سوی رئیسی به عنوان وزیر تعاون، کار و رفاه اجتماعی به مجلس معرفی شده بود، با کسب ۱۷۶‬ رأی موافق، ۶‬۴‬ رأی مخالف، ۱۳‬ رأی ممتنع و ۵ رأی باطله از مجموع ۲۵۸‬ رای مأخوذه، رأی اعتماد گرفت.

### تصویب نکردن افزایش حق مسکن کارگران در سال ۱۴۰۳
حق مسکن تنها جزء حداقل حقوق کارگران است که در شورایعالی کار تصویب و سپس به هیئت دولت برای تصویب نهایی ارسال می‌گردد. از آنجا دولت رئیسی برای دومین سال متوالی حقوق کارگران را بسیار پایین‌تر از نرخ تورم تصویب کرد؛ نمایندگان کارگران حاضر به امضای صورت جلسه شورایعالی کار در ۲۹ اسفند ۱۴۰۲، نشدند. در اردیبهشت ۱۴۰۳ صولت مرتضوی تصمیم داشت تا در ازای افزایش حق مسکن کارگران؛ از نمایندگان کارگری برای تمام مصوبه مزد امضا بگیرد که نمایندگان کارگری اعلام کردند تنها بخش مربوط به افزایش حق مسکن را امضا می‌کنند و صولت مرتضوی نیز افزایش حق مسکن کارگران را منتفی کرد. حق مسکن کارگران در سال ۱۴۰۲ مبلغ ۹۰۰ هزار تومان بود که با این اقدام مرتضوی همچنان در سال ۱۴۰۳ به همان میزان سال ۱۴۰۲ پرداخت خواهد شد. این در حالی است که میزان تورم مسکن در سال ۱۴۰۲ بیشتر از تورم عمومی کشور بوده است و در حدود ۷۵ درصد برآورد شده است.

### منتفی کردن بازنشستگی پیش از موعد برای اغلب کارگران مشاغل سخت
۹ روز پس از درگذشت سید ابراهیم رئیسی در جریان سانحه هوایی و در شرایطی که دولت عملاً دولت موقت به‌شمار می‌رفت، صولت مرتضوی دستورالعمل شماره ۵۷ را ابلاغ کرد. تغییر یافتن قوانین مربوط به بازنشستگی پیش از موعد برای کارگرانی که در مشاغل سخت و زیان آور همچون معدن مشغول کار هستند از خواسته‌های سرمایه داران بود که صولت مرتضوی در ایامی که کشور مشغول مباحث تشییع ابراهیم رئیسی و … بود آن را ابلاغ کرد. با تغییراتی که صورت گرفت عملاً بازنشستگی پیش از موعد برای کارگران شاغل در مشاغل سخت و زیان آور نا ممکن گردید.

### تسهیل اخراج کارگران
در سیاهه اقدامات ضد کارگری صولت مرتضوی در دوران تصدی وزارت کار دولت ۱۳ ام می‌توان به بخشنامه ای اشاره کرد که اخراج کارگران را برای سرمایه داران تسهیل و امنیت شغلی کارگران را بیش از گذشته متزلزل می‌کند. بر اساس این بخشنامه بهانه «قصور در انجام وظایف» یا «نقض آیین‌نامه‌های انضباطی کارگاه بعد از دریافت تذکر کتبی» یک جانبه فسخ و کارگر را از کار اخراج کنند. حسن صادقی قائم مقام خانه کارگر در گفتگو با فراز تصریح کرد: «ملاک برای ما قانون است نه بخشنامه؛ قانون کار چارچوب این موضوع را تعیین کرده است. بخش اعظم نیروی کار کشور ما در بخش صنوف در حال فعالیت است و عملاً بدون این بخشنامه نیز اخراج آن‌ها بسیار آسان است. بخشنامه مذکور صرفاً جنبه قانونی به اخراج آسان کارگران توسط کارفرمایان می‌دهد.» بر اساس ماده ۱۴۸ قانون کار، کارفرمایان کارگاه‌های مشمول این قانون مکلفند براساس قانون تأمین اجتماعی نسبت به بیمه نمودن کارگران واحد خود اقدام نمایند. رئیس اتحادیه پیشکسوتان جامعه کارگری افزود: «در زمان اخراج ماده ۱۴۸ قانون کار است که به داد کارگران می‌رسد، اما این بخشنامه، ماده ۱۴۸ را نیز از حیض انتفاع خارج می‌سازد و مشکل را پیچیده‌تر می‌کند.»

### عدم برگزاری نشست شورایعالی کار
در حالیکه طبق قانون کار، شورایعالی کار باید به‌طور ماهانه تشکیل جلسه بدهد اما صولت مرتضوی در سال ۱۴۰۳ تا نیمه خرداد ۱۴۰۳ حاضر به برگزاری جلسه شورایعالی کار نگردید.

## زندگی شخصی
او دارای ۵ فرزند است. او دربارهٔ مشاغل فرزندانش می‌گوید: «مشغول هستند، یکی در همان استان چهارمحال بختیاری مشغول است و ۴ پسر دیگر در تهران هستند که یکی از آنها در روابط عمومی استانداری بود. دو تا پسر دیگرم یکی دانشجو است و دیگری دانش‌آموز است و دیگری شغل آزاد دارد و دیگری هم در شهرداری تهران کار می‌کند.» وی در مصاحبه ای می‌گوید: «اساساً برای نوکری و خدمت خلق شده‌ایم» اما وبگاه آفتاب نیوز در گزارشی می‌نویسد: «پسرانش تقریباً هر جا او سمتی داشته، یک شرکت اقماری تأسیس کرده‌اند. برای نمونه با توجه به حضور مرتضوی در خراسان ، پسرش سید قدیر «شرکت سیمین پروتئین» را تأسیس کرد. پس از حضور سید صولت در سازمان املاک و اموال بنیاد مستضعفان که یکی از کارهایش فروش اموال و خودروهای سازمان بود، فرزندش «شرکت زرین کوب آسیا» را تأسیس کرد که زمینه فعالیت اصلی‌اش خرید خودروهای فرسوده است. در حال حاضر سید قدیر در محل کار سابق پدرش (سازمان اموال و املاک بنیاد مستضعفان) پست مدیریتی گرفته است و محمد رحیم مرتضوی نیز به عنوان شهردار منطقه ۹ تهران منصوب شده است. یکی از نزدیکانش در برابر اتهام انتصاب رانتی این دو، فرزند وزیر کار را «نخبه» عنوان کرد.»
در جریان انتصابات آقازادگی، سید محمد رحیم مرتضوی، یکی از فرزندان وی در سمت‌های مختلفی در وزارت کشور همچون معاون پیگیری و هماهنگی امور شورا، اداره کل تدوین مقررات و هماهنگی امور شورا و نهادها، رئیس اداره امور دولت شهرداری تهران، رئیس اداره تدوین قوانین و مقررات شهرداری تهران،
رئیس اداره مصوبات و پیگیری امور شورا شهرداری تهران، رئیس اداره شهری و روستایی فرمانداری تهران،
مشاور فرماندار و رئیس اداره حراست فرمانداری تهران، مشاور فرماندار و رئیس اداره بازرسی فرمانداری تهران، مشاور استاندار البرز منصوب گردیده و نهایتاً همزمان با انتصاب صولت مرتضوی بعنوان وزیر کار؛ محمد رحیم نیز بعنوان شهردار منطقه ۹ تهران منصوب گردید.
دیگر فرزند وی، سید قدیر مرتضوی، در دولت‌های مختلف پست‌هایی همچون، مدیر کل روابط عمومی استانداری چهار محال و بختیاری، دبیر شورای هماهنگی مبارزه با مواد مخدر چهارمحال و بختیاری و نهایتاً مدیر املاک و مستغلات ۲ استان چهار محال و اصفهان است.